# Salmo rhodanensis
 Salmo rhodanensis  ist eine Fischart aus der Familie der Lachsfische (Salmonidae), die in der Rhone und ihren Zuflüssen mit Ausnahme des Genfersees, sowie bis zu Roya und möglicherweise den Seen in Ligurien vorkommt.

## Merkmale
Salmo rhodanensis erreicht bis zu 80 Zentimeter Körperlänge. Die Art weist auf dem Körper vier breite schwarze Querstreifen auf, die hinter dem Kiemendeckel, unter der Rückenflosse, über dem Ansatz der Afterflosse und am Ende des Schwanzstiels liegen. Rote Flecken fehlen. Jungtiere weisen 9 bis 12 vertikal gestreckte Jugendflecken auf. Lokal kommen Hybriden mit der Mittelmeer-Bachforelle (Salmo cetti) vor, die dann rote Flecken, sowie Flossen mit weißen Vorderkanten aufweisen.

## Lebensweise
Salmo rhodanensis besiedelt langsam bis schnell fließende, klare, kalte und gut durchlüftete Fließgewässer. Als Nahrung dienen Wirbellose, Fische und Amphibien. Die Laichzeit liegt im späten Dezember, die Geschlechtsreife wird mit vier Jahren erreicht.